# 梅托杰·伊列克
梅托杰·伊列克（捷克語：Metoděj Jílek，2006年6月11日—），捷克男子速度滑冰运动员，2024年世界青年速度滑冰锦标赛男子5000米银牌得主、2025年世界青年速度滑冰锦标赛男子5000米、男子集体出发金牌得主和男子1500米铜牌得主、2025年世界单程距离速度滑冰锦标赛男子10000米铜牌得主。